# 6337 Shiota
6337 Shiota (1992 UC4) là một tiểu hành tinh vành đai chính được phát hiện ngày 16 tháng 10 năm 1992 bởi Endate & Watanabe ở Kitami.